# Hilmar Weilandt
Hilmar Weilandt (* 29. září 1966, Stralsund) je bývalý německý fotbalista, defenzivní záložník, reprezentant Východního Německa (NDR).

## Fotbalová kariéra
Ve východoněmecké oberlize hrál za FC Hansa Rostock, nastoupil v 83 ligových utkáních a dal 9 gólů. V roce 1991 získal s FC Hansa Rostock double, vyhrál poslední ročník východodoněmecké oberligy i východoněmecký fotbalový pohár. Za reprezentaci Východního Německa (NDR) nastoupil v roce 1990 ve 2 utkáních. Po sjednocení Německa pokračoval v týmu FC Hansa Rostock, v Bundeslize nastoupil ve 160 utkáních a dal 3 góly. V Poháru UEFA nastoupil ve 2 utkáních.

## Ligová bilance
| Ročník                | Zápasy | Góly | Klub             |
| --------------------- | ------ | ---- | ---------------- |
| II. liga 1986/87      | 20     | 1    | FC Hansa Rostock |
| DDR-Oberliga 1987/88  | 15     | 1    | FC Hansa Rostock |
| DDR-Oberliga 1988/89  | 23     | 1    | FC Hansa Rostock |
| DDR-Oberliga 1989/90  | 23     | 4    | FC Hansa Rostock |
| DDR-Oberliga 1990/91  | 22     | 3    | FC Hansa Rostock |
| Bundesliga 1991/92    | 8      | 0    | FC Hansa Rostock |
| 2. bundesliga 1993/94 | 34     | 1    | FC Hansa Rostock |
| 2. bundesliga 1994/95 | 34     | 1    | FC Hansa Rostock |
| Bundesliga 1995/96    | 34     | 3    | FC Hansa Rostock |
| Bundesliga 1996/97    | 22     | 0    | FC Hansa Rostock |
| Bundesliga 1997/98    | 29     | 0    | FC Hansa Rostock |
| Bundesliga 1998/99    | 28     | 0    | FC Hansa Rostock |
| Bundesliga 1999/00    | 31     | 0    | FC Hansa Rostock |
| Bundesliga 2000/01    | 4      | 0    | FC Hansa Rostock |
| Bundesliga 2001/02    | 4      | 0    | FC Hansa Rostock |
| CELKEM DDR-Oberliga   | 83     | 9    |                  |
| CELKEM Bundesliga     | 160    | 3    |                  |